# Rhagodira algerica
Rhagodira algerica är en spindeldjursart som beskrevs av Roewer 1933. Rhagodira algerica ingår i släktet Rhagodira och familjen Rhagodidae. Inga underarter finns listade i Catalogue of Life.